# Henrik Strimberg
Henrik (Henricus) Strimberg, född 1753 i Sundsjö socken, Jämtland, död 26 december 1830 i Sjuntorp, Fors socken, Västergötland, var en svensk företagare och uppfinnare.
Henrik Strimberg var son till kaplanen i Sundsjö Henrik Strindberg. Han kom i början av 1770-talet till Stockholm, där han ägnade sig åt sidenvävaryrket. 1778 erhöll han Hallrättens tillstånd att starta en mindre sidenfabrik, vilken han drev med 5 á 6 arbetare. Strimberg kom dock snart på obestånd, och 25 april 1781 dömdes han för diverse oegentligheter förlustig all "frid och säkerhet innom Swea Rikes gräntzor". Till hans vanära uppslogs hans namn på en påle å Packaretorget. Strimberg hade redan året innan flytt till Danmark. Där fick han anställning i en av svensken Carl Axel Nordberg 1779 grundad bomullsspinneri- och väverifabrik, den så kallade Manchesterfabriken. När Nordberg 1782 övertog ledningen av "Det kongligt privilegerede bomuldsmanufaktur udi stadens nordre og østre port" medföljde Strimberg dit och avancerade till underverkmästare och senare till väverimästare. Efter att företaget 1795 övergått från statlig till privat ägo lämnade Strimberg Köpenhamn och återvände till Sverige. Här fick han av Fredrik Hummel erbjudande om att leda anläggningen av Kullens bomullsspinneri vid Gamlebokullen i Lerums socken. Maskiner importerades från Danmark och Strimberg biträdde med uppsättandet av dessa. Drivkraften bestod av ett vattenfall, och anläggningen utfördes till största delen i trä, endast de finare maskindelarna av järn. Spinneriet omfattade till en början 500 spindlar men utvidgades efterhand till närmare 2.000. Strimberg var verksam vid Kullen till 1814, då han anställdes av Wilhelm Gyzander för att anlägga en textilfabrik på dennes egendom. Föreståndare på Kullen blev Stimbergs son Carl Henrik Strimberg, som innehade befattningen till 1840. Strimberg förblev föreståndare för fabriken i Sjuntorp fram till sin död. Under sina sista år var han svårt plågad av gikt. Utöver de konstruktioner, som han utförde efter danska förebilder, gjorde han själv uppfinningar, som gjorde honom känd som en utmärkt konstruktör. För Sjuntorp konstruerade han bland annat slubbmaskiner och ett vattendrivet kontrollur, som räknade och registrerade tillverkningen i spinneriet.